# بیمارستان کودکان شاون جنکینز
بیمارستان کودکان شاون جنکینز (انگلیسی: MUSC Shawn Jenkins Children's Hospital) یک بیمارستان ملی زنان و کودکان تحت مراقبت حاد در چارلستون، کارولینای جنوبی است. این دانشگاه وابسته به دانشگاه پزشکی کارولینای جنوبی است. این بیمارستان دارای تمام اتاق‌های خصوصی است که شامل ۲۵۰ تخت اطفال و ۲۹ تخت مخصوص زنان است. این بیمارستان تخصص‌ها و فوق تخصص‌های جامع اطفال را برای نوزادان، کودکان، نوجوانان و بزرگسالان جوان ۰ تا ۲۱ ساله در سراسر کارولینا ارائه می‌دهد. بیمارستان گاهی اوقات بزرگسالانی را که نیاز به مراقبت‌های کودکان دارند درمان می‌کند. این بیمارستان دارای هلی پد پشت بام است و مرکز ترومای اطفال در سطح I تأیید شده توسط ACS، تنها مرکز کارولینای جنوبی است. این بیمارستان دارای یک بخش مراقبت‌های ویژه کودکان منطقه ای و یک واحد مراقبت‌های ویژه نوزادان سطح IV تأیید شده توسط آکادمی اطفال آمریکا است.

## تاریخچه
در ژوئیه ۱۹۸۶، دانشگاه پزشکی کارولینای جنوبی برای اولین بار برنامه حمل و نقل کودکان خود را برای انتقال کودکان بدحال از سراسر منطقه به بیمارستان ایجاد کرد.
بیمارستان اصلی کودکان دانشگاه پزشکی کارولینای جنوبی در خیابان اشلی در سال ۱۹۸۲ شروع به کار کرد و در سال ۱۹۸۷ برای خدمت بهتر به کودکان در کارولینای جنوبی افتتاح شد. بیمارستان قدیمی ۳۵۵۰۰۰ فوت مربعی دارای ۱۲۰ تخت اطفال و ۶۶ باسینت بود. مقامات دانشگاه پزشکی کارولینای جنوبی گفته‌اند که ساختمان قدیمی که شامل بیمارستان کودکان بود احتمالاً به ادارات و مناطق جدید مراقبت از بزرگسالان تبدیل می‌شود. از آن زمان این فضا برای افزایش فضای بیمارستان برای افزایش بیماران مبتلا به COVID-19 استفاده می‌شود.
در ماه مه ۲۰۱۱، شرکت هوافضا، بوئینگ، مبلغ ۱ میلیون دلار به بیمارستان اهدا کرد تا مرکزی را برای ترویج تغذیه سالم و عادات کودکان در کارولینای جنوبی ایجاد کند.
در سال ۲۰۱۵ اعلام شد که مدیر فناوری شاون جنکینز ۲۵ میلیون دلار به صندوق بیمارستان جدید، به همان میزان کمک ایالت کارولینای جنوبی، اهدا کرده‌است. سپس بیمارستان نام بیمارستان جدید را «بیمارستان کودکان شاون جنکینز» گذاشت تا از این کمک مالی بزرگ قدردانی کند. وقتی جنکینز این کمک مالی را کرد، هیچ انتظاری نداشت که بیمارستان به نام او نامگذاری شود. جنکینز نیز گاهی اوقات داوطلب در بیمارستان است و به تصمیم‌گیری در طراحی کمک کرده‌است.
برنامه‌ریزی برای بیمارستان جدید ۱۷ سال قبل از ساخت شروع شد و در طراحی ساختمان جدید از بیماران، خانواده‌ها و کادر پزشکی کمک گرفته شد. ساخت بیمارستان جدید کودکان دانشگاه پزشکی کارولینای جنوبی در سال ۲۰۱۶ با هزینه مورد انتظار ۲۹۵ میلیون دلار آغاز شد. طرح‌های بیمارستان جدید شامل ۱۱ طبقه و ۶۵۰٬۰۰۰ فوت مربع فضا بود که دو برابر بنای قدیمی بود. طراحی بیمارستان جدید بادهای شدید تا ۱۵۳ مایل در ساعت راتحمل می‌کند زیرا کارولینای جنوبی مستعد طوفان‌ها و طوفان‌های گرمسیری است که بادهای شدیدی دارد. در برنامه‌های اولیه، بیمارستان قرار بود در سال ۲۰۱۹ افتتاح شود، اما تاریخ افتتاح چندین بار به دلیل عوامل متعددی از جمله از دست دادن مهلت پیمانکاران، بازرسی‌های ناموفق، نشت‌های جزئی و نقص ژنراتور اضطراری به تأخیر افتاد.
در شنبه ۲۲ فوریه ۲۰۲۰، راه‌های بین بیمارستان کودکان قدیمی و بیمارستان کودکان شاون جنکینز برای آماده‌سازی انتقال بیماران از قدیمی به جدید بسته شد. در مجموع، ۳۶ آمبولانس ۱۵۳ کودک و مادران باردار را به بیمارستان جدید منتقل کرد.
در نوامبر ۲۰۲۰، دواین جانسون با مایکروسافت و بیل گیتس همکاری کرد تا کنسول‌های اکس باکس سری اکس را به بیمارستان کودکان شاون جنکینز اهدا کند.

## درباره
این بیمارستان دارای برنامه قلب و عروق کودکان پیشرفته و دارای رتبه ملی است که کودکان و بزرگسالان در هر سنی را از طریق برنامه قلب مادرزادی بزرگسالان درمان می‌کند. برنامه قلب کودکان در سال ۱۹۶۷ زمانی آغاز شد که دانشگاه پزشکی کارولینای جنوبی اولین جراح قلب کودکان خود را استخدام کرد.
بیمارستان جدید همچنین دارای بسیاری از امکانات رفاهی است که بیمارستان قدیمی فاقد آن بود، از جمله روی پشت بام و فضاهای بازی سرپوشیده، بالکن برای استراحت بیماران و خانواده‌ها، دهلیز باز و روشن و اتاق‌های مادر و نوزاد بیمار، راهروهای پر از آثار هنری و رنگ‌های روشن در اطراف. اکثر اتاق‌ها از منظره وسیع رودخانه اشلی نیز برخوردارند. بیمارستان همچنین شامل یک محل فرود بالگرد روی پشت بام برای رسیدگی بهتر به حوادث مراقبت‌های ویژه و پذیرش بیماران آسیب دیده از مناطق اطراف و همچنین شامل مرکز سوختگی، تنها مورد در کارولینای جنوبی است.
با همکاری بیمارستان بزرگسالان دانشگاه پزشکی کارولینای جنوبی، کودکان کودکان شاون جنکینز مرکز مراقبت از فیبروز کیستیک را برای کودکان، نوجوانان و جوانان اداره می‌کنند.
این بیمارستان دارای ۸۶ تخت خواب AAP تأیید شده در سطح ۴ بخش مراقبت‌های ویژه نوزادان است، بالاترین در کارولینای جنوبی و ایالت‌های اطراف.
در سال ۲۰۲۰، به دنبال توصیه CDC، بیمارستان تعداد بازدیدکنندگان بیماران را در پاسخ به بیماری همه گیر کووید ۲۰۱۹–۲۰۲۰ محدود کرد. بیمارستان بازدیدکنندگان را فقط برای ۲ والد یا سرپرست برای کودکان و یک نفر دیگر برای زنان باردار محدود کرد.

## جوایز
این بیمارستان به همراه سازمان مادر (دانشگاه پزشکی کارولینای جنوبی) در سال‌های ۲۰۱۵ و ۲۰۲۰ از مرکز اعتباربخشی پرستاران آمریکایی نشان مغناطیس دریافت کرده‌است.
در سپتامبر ۲۰۲۰ بیمارستان به دلیل طراحی پیشرفته، یک نمایشگاه طراحی مراقبت‌های بهداشتی ۲۰۲۰: جایزه شایستگی دریافت کرد.
تا سال ۲۰۲۱ بیمارستان کودکان شاون جنکینز دانشگاه پزشکی کارولینای جنوبی در ۴ مورد تخصص تخصصی اطفال در سطح ملی در گزارش US & World Report قرار گرفته و به عنوان بهترین بیمارستان کودکان در کارولینای جنوبی رتبه‌بندی شده‌است.